# Pronuba decora
Pronuba decora là một loài bọ cánh cứng trong họ Cerambycidae.